# Cystolepiota

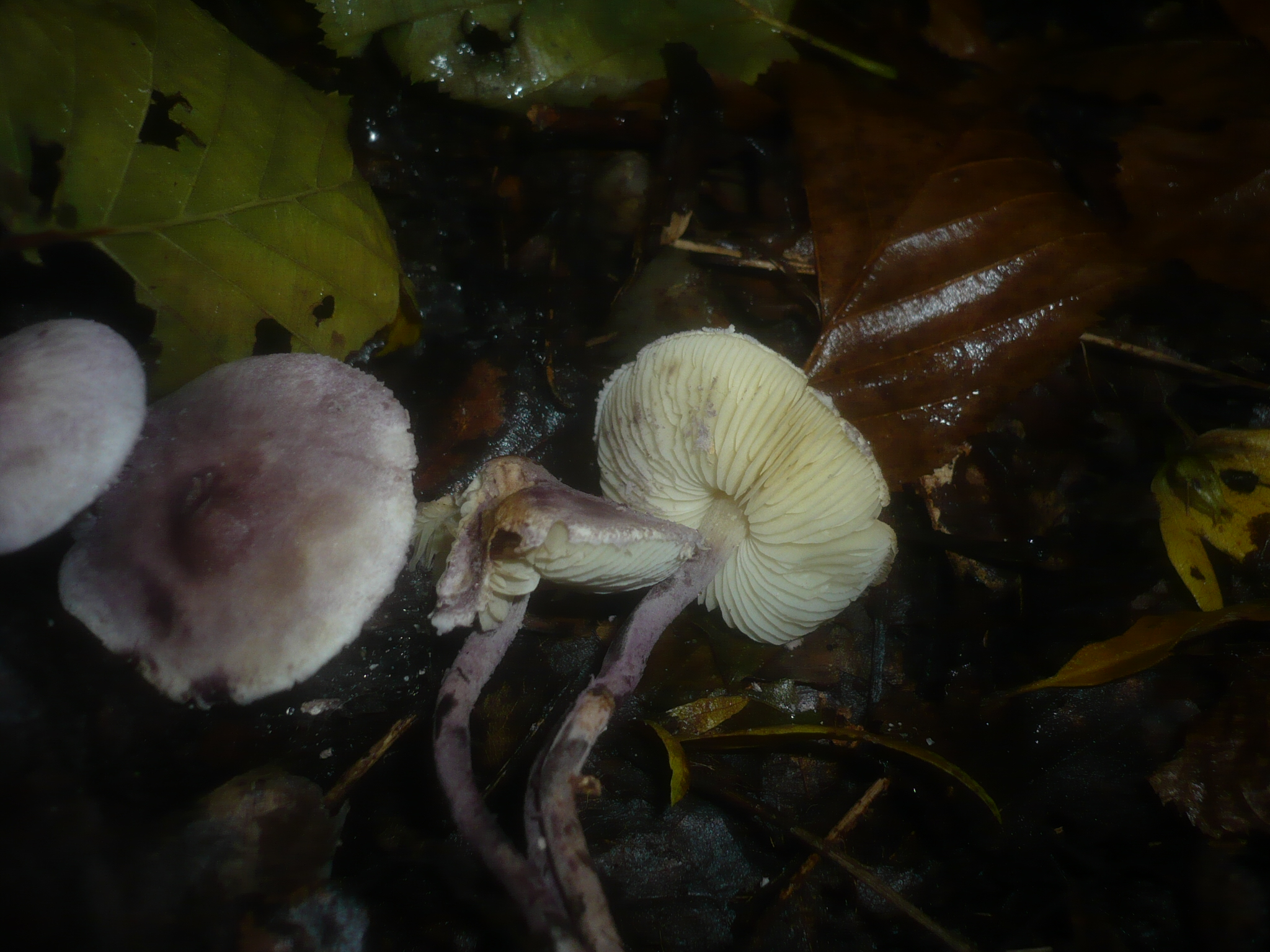
Czubniczka cuchnąca

Cystolepiota Singer (czubniczka) – rodzaj grzybów należący do rodziny pieczarkowatych (Agaricaceae).

## Charakterystyka
Grzyby saprotroficzne wytwarzające owocniki podobne jak u czubajeczek (Lepiota sp.), różniące się od nich komórkowym, ścieralnym nalotem na powierzchni. Trama ich blaszkowego hymenoforu jest regularna. Zarodniki czubniczek mają pokrój eliptyczny, są gładkie i pozbawione pory rostkowej.

## Systematyka i nazewnictwo
Pozycja w klasyfikacji: Agaricaceae, Agaricales, Agaricomycetidae, Agaricomycetes, Agaricomycotina, Basidiomycota, Fungi (według Index Fungorum).
Polską nazwę zaproponował Władysław Wojewoda w 2003 r.
Gatunki występujące w Polsce:
- Cystolepiota adulterina (F.H. Møller) Bon – czubniczka bukowa
- Cystolepiota bucknallii (Berk. & Broome) Singer & Clémençon – czubniczka cuchnąca
- Cystolepiota fumosifolia (Murrill) Vellinga 2006[4] – czubniczka żółtorozwierkowa[5]
- Cystolepiota hetieri (Boud.) Singer – czubniczka omączona
- Cystolepiota icterina F.H. Møller ex Knudsen 1978[4]
- Cystolepiota moelleri Knudsen 1978[4] – czubniczka różowawa
- Cystolepiota petasiformis (Murrill) Vellinga 2006[4]
- Cystolepiota seminuda (Lasch) Bon – czubniczka łysawa

Nazwy naukowe na podstawie Index Fungorum. Wykaz gatunków i nazwy polskie według Władysława Wojewody i innych.